# Brazzers
Brazzers (IPA: /ˈbræzərz/) è una casa di produzione pornografica canadese la cui sede è a Montréal.
Gestisce 31 siti web il cui capofila è brazzers.com e, a febbraio 2016, secondo Alexa presenta un indice di traffico web pari a 1 605.
Brazzers è una sussidiaria di MindGeek, azienda privata di audiovisivi la cui sede legale è a Lussemburgo, e proprietaria di altri siti specializzati nel settore pornografico come Pornhub e YouPorn.
Gran parte del materiale pubblicato da Brazzers è prodotto negli Stati Uniti, in particolare a Las Vegas, Los Angeles e Miami.

## Storia
Il marchio Brazzers è stato lanciato nel 2004 da tre ragazzi che, insieme, frequentavano l'Università Concordia. Il sito è gestito da Montréal; le scene vengono girate prevalentemente a Los Angeles, Las Vegas e Miami. Dall'inizio della sua apertura Brazzers aderisce agli standard di controllo, utilizzando il sistema di etichettatura ICRA, ASACP e Parental Control Bar, che impedisce ai bambini di accedere ai contenuti per adulti presenti sul sito.
Ora sono invece attrici professioniste a girare i nuovi contenuti. Sempre nel 2008 venne licenziato il produttore Bobby Manila che, in seguito denuncerà il sito per frode e per aver violato alcuni termini del contratto. Nel febbraio del 2010 la Pink Visual ha accusato la Brazzers di violare il contenuto protetto da copyright di distribuzione dei contenuti senza licenza.
Dal 2015 il sito diventa disponibile anche in spagnolo. Nello stesso anno viene creato il reality show Brazzers House in cui 10 pornostar, messe a vivere tutte insieme nella stessa casa per diversi giorni, si sfidano in prove fisiche e mentali per vincere la finale, oltre al premio in denaro.
Nel 2024 ha festeggiato il suo ventesimo anniversario dalla fondazione con un evento esclusivo tenuto presso l'Hollywood Athletic Club.

## Il logo
Il logo di Brazzers è cambiato alcune volte negli ultimi 15 anni, pur mantenendo la colorazione gialla e nera e ponendo l'accento sulle lettere a doppia z per il branding.

## Operazioni
Brazzers è attualmente guidata dall'amministratore delegato Feras Antoon e posseduta e gestita da Mindgeek, una multinazionale ufficialmente registrata in Lussemburgo.
Brazzers è stata oggetto di critiche da parte dell'industria per essersi associata a siti di streaming come Pornhub. In risposta, nel 2009 la società ha avviato una campagna anti-pirateria.

## Contenziosi
Nel 2008, dopo essere stato licenziato, il produttore Bobby Manila ha citato in giudizio Brazzers per frode e violazione dei termini del suo contratto. La causa è stata poi risolta in via extragiudiziale.
Nel febbraio 2010, Pink Visual Studio ha citato in giudizio la società madre di Brazzers, Manwin, per violazione del diritto d'autore a causa della distribuzione di contenuti video senza licenza sui suoi siti di video-sharing gratuiti. La rete di Brazzers è stata accusata di trarre vantaggio da contenuti senza licenza, beneficiando indirettamente del traffico proveniente dai siti di condivisione, ma questa è stata la prima volta che uno studio famoso ha intentato una causa. Altri studios hanno preso in considerazione l'ipotesi di una class action.
Nel 2018, il governo indiano ha vietato Brazzers, tra gli altri siti web porno, dopo che un'ordinanza dell'Alta Corte dell'Uttarakhand ha richiesto lo stesso in un caso di stupro in cui gli autori hanno dichiarato di essere stati motivati a farlo dopo aver visto della pornografia online.

## Il "Brazzers network"
I siti che compongono il network di Brazzers sono:
- Asses In Public (2007-2008)
- Baby Got Boobs (2008-presente)
- Big Butts Like It Big (2008-presente)
- Big Tits At School (2007-2020)
- Big Tits At Work (2006-presente)
- Big Tits In Sport (2008-2016)
- Big Tits In Uniform (2009-2014)
- Big Wet Butts (2006-presente)
- Brazzers en Español (2014-2016)
- Brazzers Exxtra (2006-presente)
- Brazzers Live
- Brazzers Vault (2009-2011)
- Busty And Real (2006-2007)
- Bustyz (2006-2007)
- Butts And Blacks (2006-2007)
- Clothed Female Nude Male (2013-2014)
- Day With A Pornstar (2008-presente)
- Dirty Masseur (2011-presente)
- Doctor Adventures (2008-presente)
- Hot And Mean (2009-presente)
- Hot Chicks Big Asses (2006-2008)
- HQ Honeys (scaduto)
- Jizz On My Jugs (scaduto)
- JugFuckers (2004-2007)
- Milfs Like It Big (2007-presente)
- Mommy Got Boobs (2005-presente)
- Moms In Control (2014-presente)
- Pornstars Like It Big (2007-presente)
- Pornstar Punishment (2009-2012 / scaduto)
- Racks And Blacks (2006-2007)
- Real Wife Stories (2008-presente)
- Sex Pro Adventures (2007)
- She's Gonna Squirt (2012-2015)
- Teens Like It Big (2008-presente)
- Teens Like It Black (2009)
- ZZ Series (2010-presente)

## La "Brazzers Hall of Fame"
In occasione dell'edizione 2023 di AVN Awards, è stata introdotta la Hall of Fame di Brazzers per omaggiare gli attori che hanno fatto la storia del sito e l'hanno reso famoso..
I primi 23 ad essere introdotti sono:
- Ariella Ferrera (2023)
- Asa Akira (2023)
- Ava Addams (2023)
- Bridgette B (2023)
- Charles Dera (2023)
- Diamond Jackson (2023)
- Johnny Sins (2023)
- Julia Ann (2023)
- Keiran Lee (2023)
- Madison Ivy (2023)
- Mick Blue (2023)
- Phoenix Marie (2023)
- Rachel Starr (2023)
- Scott Nails (2023)
- Xander Corvus (2024)
- Monique Alexander (2024)
- Misty Stone (2024)
- Danny D (2024)
- Alexis Fawx (2024)
- Manuel Ferrara (2024)
- Cherie DeVille (2024)
- Toni Ribas (2024)
- Kissa Sins (2024)

## Riconoscimenti
2009
- AVN Awards
  - Best Adult Website[13]
  - Best New Video Production Company
  - Best Big Bust Release per Big Tits at School
- XBIZ Awards: Affiliate Program of the Year[14]

2010
- AVN Awards: Best Big Bust Series per Big Tits at School[15]

2011
- AVN Awards
  - Best Membership Site Network[16]
  - Best Big Bust Series per Big Tits at School[16]
  - Best Vignette Release per Pornstar Punishment[17]

2012
- AVN Awards
  - Best Big Bust Series[18]
  - Best Membership Website[18]

2013
- Nomination XBIZ Awards:[19]
  - Vignette Release of the Year per Big Tits in Sports Vol 9 e Day With a Pornstar
  - Vignette Series of the Year per Big Tits in Sports e MILFs Like it Big
  - All-Girl Series of the Year per Hot and Mean

2014
- XBIZ Award – Studio Site of the Year (Brazzers.com)[20]

2015
- XBIZ Award – Adult Site of the Year - Multi-Genre (Brazzers.com)[21]

2016
- XBIZ Award – Adult Site of the Year - Video (Brazzers.com)[21]

2017
- XBIZ Award – Best Art Direction for Storm of Kings[21]

2018
- AVN Award – Best Membership Site Network[22]

2019
- XBIZ Award - Marketing Campaign of the Year for Brazzers House[23]